# Jordanoleiopus gabonicus
Jordanoleiopus gabonicus là một loài bọ cánh cứng trong họ Cerambycidae.